# Zara Larsson
Zara Maria Larsson (phát âm tiếng Thụy Điển: [ˈsɑːra maˈriːa ˈlɑːʂɔn]; sinh ngày 15 tháng 12 năm 1997) là một ca sĩ người Thụy Điển. Cô được khán giả trong nước biết đến nhiều sau khi giành chiến thắng tại chương trình tìm kiếm tài năng Talang năm 2008, phiên bản Thụy Điển của chương trình Got Talent. Zara Larsson ký hợp đồng với hãng thu âm Ten music Group năm 2010 và cho ra mắt EP đầu tay Introducing vào tháng 1 năm 2013. Đĩa đơn "Uncover" đứng top đầu bảng xếp hạng tại Thụy Điển và Na Uy. Tháng 2 năm 2013 đĩa đơn "Uncover" nhận chứng chỉ bạch kim từ Universal Music Thụy Điển. Vào tháng 7 năm 2013, album Introducing nhận chứng chỉ bạch kim lần thứ 3. Zara Larsson cũng ký hợp đồng 3 năm với hãng thu âm Epic Records của Mỹ vào tháng 4 năm 2013.
Năm 2016 cô đã tham gia thu âm bài hát chính thức của UEFA Euro 2016 "This One's for You" của David Guetta.

## Tuổi thơ
Zara Larsson sinh ngày 15 tháng 12 năm 1997 tại Bệnh viện Đại học Karolinska ở Solna, Stockholm County, Thụy Điển. Trong một cuộc phỏng vấn với Svenska Dagbladet, cô nói rằng cô sinh ra "chết" vì thiếu oxy thần kinh. Cô có một người em gái, Hanna, cũng là một ca sĩ và là một thành viên của ban nhạc Hanna & Andrea
Trong một cuộc phỏng vấn vào năm 2015, Larsson nói rằng cô đã được chấp nhận vào Trường Âm nhạc Adolf Fredrik, nhưng từ chối vì cô không muốn hát trong dàn hợp xướng.

## Sự nghiệp

### 2008 - 2011: Khởi đầu
Zara Larsson lọt vào vòng chung kết chương trình tài năng Thụy Điển Talang năm 2008. một phiên bản của Britain's Got Talent. Năm 2008, Zara Larsson chiến thắng trong chương trình Talang khi cô 10 tuổi, giành được giải thưởng là 500.000 krona. Ca khúc "My Heart Will Go On" sau đó đã được phát hành trong album đầu tay của Zara Larsson. Video màn biểu diễn của cô tại chung kết đạt hơn 15 triệu lượt xem trên YouTube.

### 2012 - 2014: Đột phá

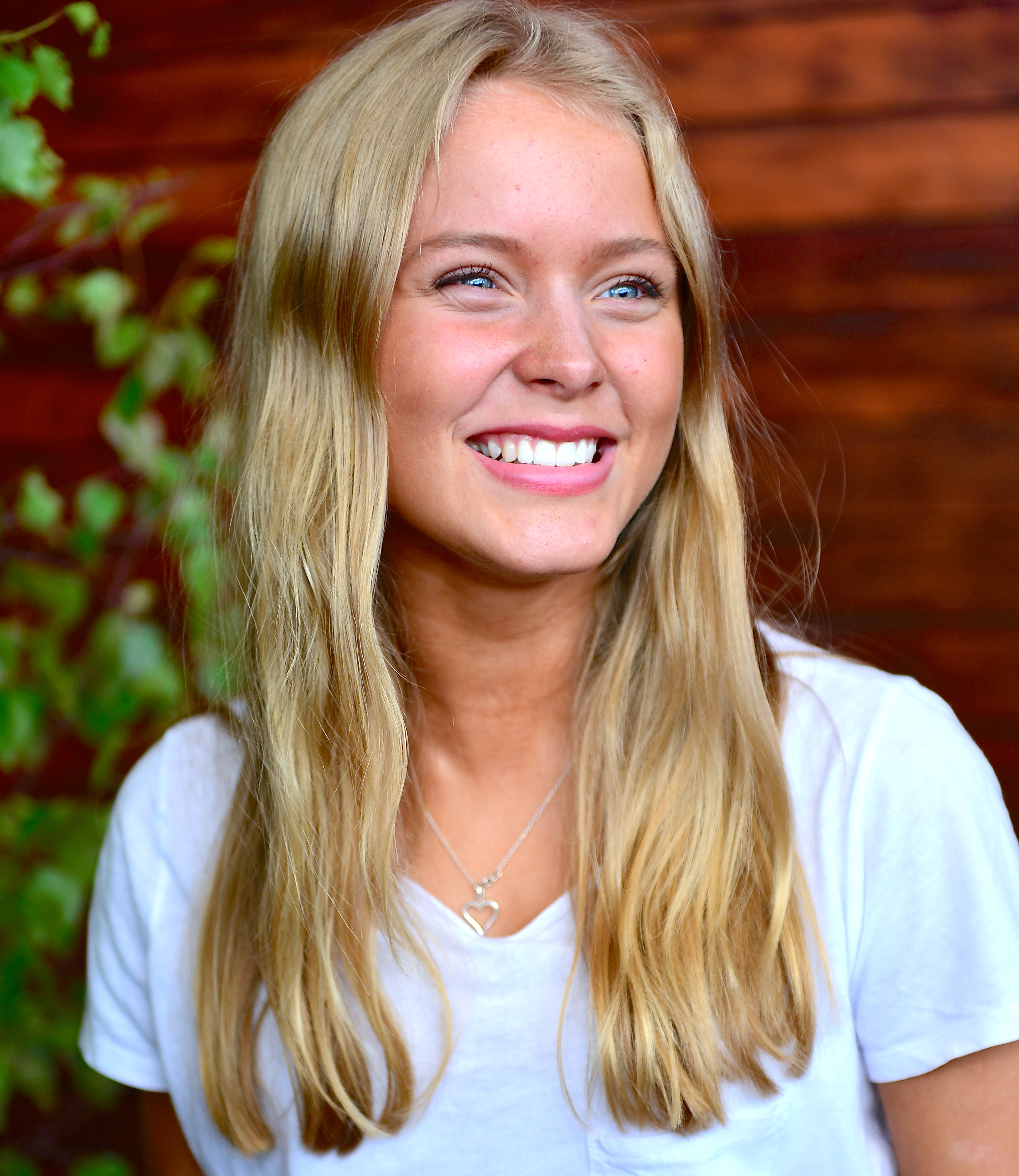
Zara Larsson tại Allsång på Skansen tháng 6 năm 2013

4 năm sau chiến thắng tại cuộc thi Talang, Zara ký hợp đồng với hãng thu âm TEN Music Group năm 2012, và cho phát hành EP đầu tay Introducing vào tháng 1 năm 2013 bao gồm 5 ca khúc. "Uncover" đã được lựa chon là ca khúc chủ đề của album.Bài hát sau đó đạt vị trí số 1 tại bảng xếp hạng Sverigetopplistan và DigiListan và cũng đạt vị trí số 1 tại Na Uy và số 3 tại Đan Mạch. Ngày 25 tháng 2 năm 2013 ca khúc đã nhận chứng chỉ bạch kim từ Universal Music Thụy Điển và đạt hơn 50 triệu lượt xem trên YouTube. Tháng 7 năm 2013 Zara Larsson nhận 3 chứng chỉ bạch kim cho album đầu tay Introducing, bán được hơn 120.000 bản tại Thụy Điển.
3 tháng 4 năm 2013, Zara Larson đã tiết lộ đã ký hợp đồng 3 năm với Epic Records (Mỹ) trên blog của cô.
1 tháng 10 năm 2014, Zara Larsson cho phát hành Album phòng thu 1 và nhận được chứng chỉ bạch kim tại Thụy Điển.

### 2015 - nay: Album thứ 2 và thành công trên toàn cầu
Ngày 5 tháng 6 năm 2015, Zara Larsson phát hành đĩa đơn "Lush Life" từ album thứ hai của cô. Ca khúc nhanh chóng đạt vị trí thứ 1 và nhận chứng chỉ bạch kim 4 lần tại Thụy Điển. Ca khúc cũng lọt top 5 tại Úc, Đan Mạch, Na Uy, Hà Lan, Thụy Sĩ, Bỉ, Đức, Áo và vương quốc Anh.
22 tháng 7 năm 2015, Zara Larsson kết hợp với ca sĩ người Anh MNEK cho ra mắt ca khúc tên "Never Forget You". Ca khúc đã đạt vị trí số 1 tại Thụy Điển, số 5 tại Anh, số 3 tại Úc, số 1 tại bảng xếp hạng Sweden's Top 50 và số 1 tại Spotify Thụy Điển. Tháng 2 năm 2016, Tinie Tempah phát hành đĩa đơn, "Girls Like" kết hợp với Zara Larsson.
Zara Larsson đã tham gia vào bài hát chính thức của UEFA Euro 2016, "This One for You" của David Guetta.
Vào ngày 1 tháng 9 năm 2016, Larsson phát hành đĩa đơn thứ ba mang tên "Ain't My Fault", sẽ là một phần của album sắp tới của cô. 
Vào ngày 22 tháng 10 năm 2016, Zara Larsson được mệnh danh là "30 thanh thiếu niên có ảnh hưởng nhất năm 2016" của tạp chí Time.
Vào ngày 11 tháng 11 năm 2016, Zara Larsson đã phát hành "I Would Like" như một single quảng cáo cho album sắp tới của cô.
Vào tháng 1 năm 2017, Zara Larsson phát hành đĩa đơn mới "So Good", có sự góp mặt của ca sĩ rapper người Mỹ Ty Dolla Sign, là đĩa đơn thứ tư trong album thứ hai của cô với cùng một tựa đề, được phát hành vào ngày 17 tháng 3 năm 2017. Album mới hợp tác với WizKid & Clean Bandit có tựa đề Sundown & Symphony tương ứng.

## Danh sách đĩa nhạc

### Album phòng thu
- 1 (2014)

## Giải thưởng

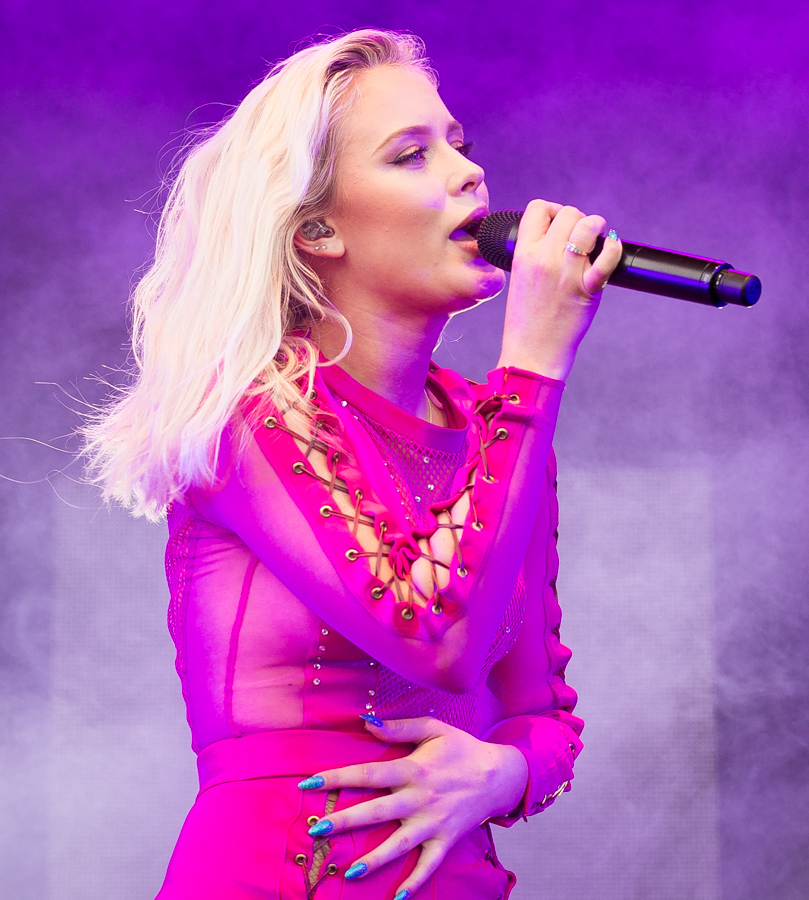
Zara Larsson, 2016.

| Năm  | Giải                    | Hạng mục                          | Đề cử cho                 | Kết quả   |
| ---- | ----------------------- | --------------------------------- | ------------------------- | --------- |
| 2013 | Rockbjörnen             | Nghệ sĩ nữ xuất sắc nhất          | Zara Larsson              | Đoạt giải |
| 2013 | Rockbjörnen             | Đột phá của năm                   | Zara Larsson              | Đoạt giải |
| 2014 | Gaygalan                | Ca khúc Thụy Điển của năm         | "Uncover"                 | Đề cử     |
| 2014 | Grammis                 | Bài hát của năm                   | "Uncover"                 | Đề cử     |
| 2014 | Kids' Choice Awards     | Ngôi sao Thụy Điển được yêu thích | Zara Larsson              | Đề cử     |
| 2014 | Rockbjörnen             | Nghệ sĩ nữ xuất sắc nhất          | Zara Larsson              | Đoạt giải |
| 2015 | Grammis                 | Bài hát của năm                   | "Carry You Home"          | Đề cử     |
| 2015 | Kids' Choice Awards     | Ngôi sao Thụy Điển được yêu thích | Zara Larsson              | Đề cử     |
| 2015 | Rockbjörnen             | Nghệ sĩ nữ xuất sắc nhất          | Zara Larsson              | Đoạt giải |
| 2015 | Rockbjörnen             | Người hâm mộ tuyệt nhất           | Người hâm mộ Zara Larsson | Đề cử     |
| 2015 | Rockbjörnen             | Giải thưởng đặc biệt              | Zara Larsson              | Đoạt giải |
| 2015 | MTV Europe Music Awards | Best Push                         | Zara Larsson              | Đề cử     |
| 2015 | MTV Europe Music Awards | Nghệ sĩ Thụy Điển xuất sắc nhất   | Zara Larsson              | Đề cử     |